# Pont del Molí d'en Solà
El Pont del Molí d'en Solà és una pont sobre la riera de Santa Llúcia de Puigmal, a la la Vall de Bianya (Garrotxa) inclosa a l'Inventari del Patrimoni Arquitectònic de Catalunya.

## Descripció
El pont és davant el Molí d'en Solà i està fet de carreus ben escairats. Té una àmplia arcada central i una de menuda al costat esquerre. Es recolza sobre la roca de les vores de la riera de Santa Llúcia. Les baranes antigues no s'han conservat i en lloc seu n'hi ha unes de ferro de ubicació recent.

## Història
El Molí d'en Solà era a tocar de la ruta que, de la Vall e Bianya, menava a Sant Joan de les Abadesses per la collada de Sentigosa. Prop del mas hi ha dos antics ponts que el desaparegut Dr. Miquel Oliva i Prat no s'atreví a qualificar de romànics, però sí de l'època immediatament posterior. Igualment, riera de Santa Llúcia amunt hi ha un altre pont antic, el Pont de la Rovira, que menava a la casa d'aquest nom, i que pel seu mal estat de conservació reclama obres de restauració amb urgència.